# رستگاری (فیلم ۲۰۱۴)
رستگاری (انگلیسی: The Salvation) فیلمی دانمارکی در سبک وسترن است که در سال ۲۰۱۴ منتشر شد.

## بازیگران
- اوا گرین
- مدس میکلسن
- جفری دین مورگان
- مایکل ریموند-جیمز
- جاناتان پرایس
- اریک کانتونا
- لانگلی کرک‌وود
- الکساندر آرنولد
- شان کامرون مایکل